# Leptobia
Leptobia is een monotypisch geslacht van kevers uit de familie van de klopkevers (Anobiidae).

## Soort
- Leptobia laticornis Fauvel, 1904